# ヴィクトル・ド・ブロイ (第3代ブロイ公爵)

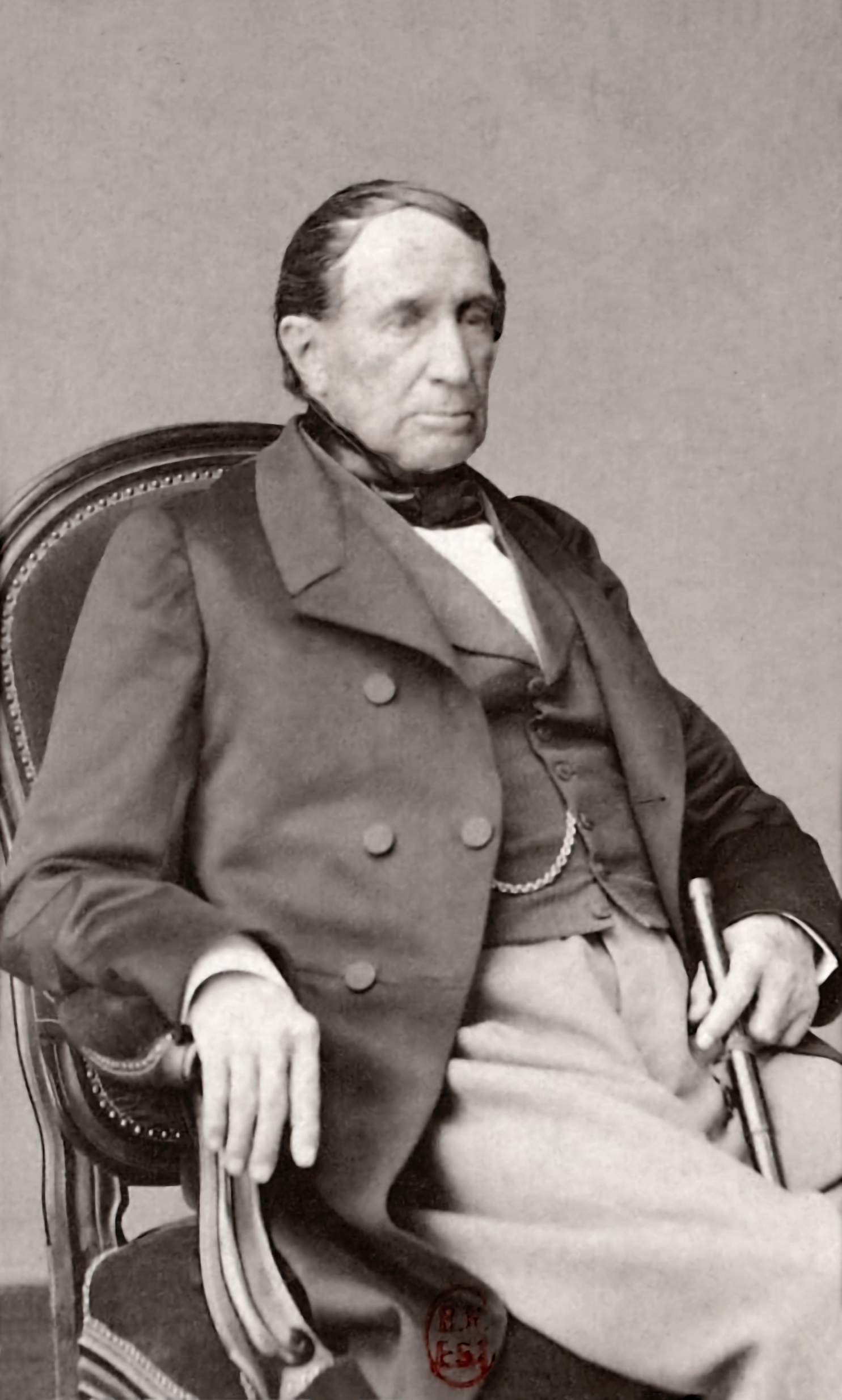
ブロイ公ヴィクトル

第3代ブロイ公爵アシル・レオンス・ヴィクトル・シャルル・ド・ブロイ（フランス語: Achille Léonce Victor Charles de Broglie, 3e duc de Broglie、1785年11月28日 – 1870年1月25日）、または単にヴィクトル・ド・ブロイ（Victor de Broglie）は、フランスの政治家。七月王政期に首相（在任：1835年 – 1836年）を務めた。

## 生涯
ヴィクトル・ド・ブロイ（第2代ブロイ公爵ヴィクトル＝フランソワ・ド・ブロイの息子）の息子として、1785年11月28日にパリで生まれた。恐怖政治期に父が投獄・処刑されたとき、母も投獄されたものの、母はヴィクトルら子女とともにスイスへの逃亡に成功、1794年にマクシミリアン・ロベスピエールが失脚して恐怖政治が終わるまでスイスに滞在した。一家はロベスピエール失脚後パリに戻り、1796年に母がマルク＝ルネ・ド・ヴォワイエ・ド・ポルミ・ダルジャンソンと再婚した。継父はヴィクトルに自由主義的な教育を受けさせ、パリの貴族社交界や文学界にも入らせた。1809年に国務院傍聴官（auditeur）に任命され、皇帝ナポレオン1世により外交団へアタッシェとして派遣された。
ブロイ公は帝政を支持しなかったが、王政復古に手放しで喜んだわけでもなく、エリー・ドゥカズやリシュリュー公爵と同じく「王政復古と革命の和解」が平和への唯一の道とする政治観だった。叔父ヴィクトル＝アメデ＝マリーの働きかけで貴族としての権利を認められ、さらに1814年6月に国王ルイ18世により貴族院に招集された。百日天下の後、貴族院でミシェル・ネイの弁護演説をしたただ一人の貴族として名声を得たが、同時に結婚を言い訳に出国せざるを得なかった。そして、ブロイ公は1816年2月15日にリヴォルノでアルベルティネ・スタール・フォン・ホルシュタインと結婚、同年末にパリに戻った。
帰国後は1817年9月の代議院選挙でユルトラ王党派が大敗するまでしばらく政治にかかわらなかった。シャルル10世の治世末期にはドクトリネールの一員を自認するようになった。七月革命には関与しなかったが、ルイ・フィリップ1世の即位を認め、1830年8月9日に公共教育大臣に就任したが、内閣が短期間で倒れることを予想し、実際に同年11月2日に退任した。
1832年の六月暴動が鎮圧された後、同年10月11日に外務大臣に就任した。この時期の七月王政はフランスに同情的なパーマストン子爵が外務大臣を務めるイギリス以外では孤立しており、そのイギリスとの関係もベルギー問題とエジプト問題でフランスが強硬な態度を示したため悪化する恐れがあった。ベルギー問題はブロイ公爵が就任した時点ですでに解決されていたが、ブロイ公爵はベルギー独立をオランダに受け入れさせるために軍事行動を起こし、アントウェルペンを一時占領することとなった。エジプト問題では第一次エジプト・トルコ戦争をめぐりイギリスと協調したことで乗り切った。スペインのカルリスタ戦争をめぐってもイギリスと協調し、ブロイ公爵が外務大臣を退任（1834年3月）した後の1834年4月22日にロンドンでイギリス・フランス・スペイン・ポルトガル間の四国同盟が成立した。
ブロイ公爵は1835年3月に今度は首相と兼任する形で外務大臣に再任したが、1836年に議会の採決で敗れて辞任、以降二度と官職につかなかった。1836年から1848年までの間は1838年9月22日に妻が死去したこともあり、政治にかかわることが少なく、友人でもあるフランソワ・ギゾーの要請を受けて1847年に在イギリスフランス大使を務めた程度であった。
1848年のフランス革命で七月王政が倒れたことはブロイ公爵に大きな衝撃を与えた。というのも、これは自由主義王政の終焉を意味したためであった。ただし、ブロイ公爵は第二共和政期に国民議会議員を務め、社会主義の波を食い止めようとするとともに専制政治への回帰を阻止しようとした。1851年12月2日のクーデターで第二帝政が成立した後は死去まで第二帝政に反対し、「フランスの貧困層には望まれ、富裕層には当然の報いとなった政府」と評した。
晩年は哲学や文学に没頭し、継父の教育でキリスト教に懐疑的だったもの晩年は誠実なキリスト教徒になったという。1856年にアカデミー・フランセーズ会員に選出されたほか、フランス人文院会員でもあった。1870年1月25日に死去した。

## 関連図書
- Reeve, Henry (1878). "Achille Léonce Victor Charles, Duc de Broglie" . In Baynes, T. S. (ed.). Encyclopædia Britannica (英語). Vol. 4 (9th ed.). New York: Charles Scribner's Sons. pp. 359–360.
- Wood, James, ed. (1907). "Broglie, Charles Victor, Duc de" . The Nuttall Encyclopædia (英語). London and New York: Frederick Warne.